# 国際連合安全保障理事会決議93
国連安全保障理事会決議93（こくさいれんごうあんぜんほしょうりじかいけつぎ93、英: United Nations Security Council Resolution 93, UNSCR93）は、1951年5月18日に国連安全保障理事会で採択された決議。パレスチナの国連休戦監視機構の参謀長、エジプト代表、イスラエル代表からの報告と、1951年2月28日にガザ地区で「イスラエル当局の命令による事前に計画された攻撃」が「イスラエル正規軍によってエジプト正規軍に対して行われた」と判断したエジプト・イスラエル混合休戦委員会の判断を聞いた上で、安保理は、この攻撃を国際連合安全保障理事会決議54の停戦規定の違反として、またエジプトとイスラエルの間の一般休戦協定および国連憲章の下での当事者の義務と矛盾するものとして非難すると同時に停戦下における責務を果たせなかったイスラエル及びシリア政府の努力の失敗に懸念を表明した。
理事会は再びイスラエルに対し、そのような行動を防ぐために必要な限りのすべての措置を講じるよう求め、また一般休戦協定の維持は、意図的な違反によって脅かされており、両当事者がその義務を厳しく遵守しない限り、パレスチナの平和の回復に向けた進展はあり得ないとした。
決議にあたっては国際連合安全保障理事会決議73や同89・92なども想起され、非武装地帯からのアラブ住民の強制退去に関してはイスラエル政府により非武装地帯から移動を余儀なくされたアラブ市民はもとの自らの住居へ帰還する権利を有し、休戦監視機構はその定める方法で住民たちのの帰還及び再定住を監視することを決定した一方で、事前の合同停戦委員会議長の承諾なしに停戦のラインを超えたまたは非武装地帯内の移動を含む国境を越えた移動は認められないとした。
また事務総長に対しては国際連合安全保障理事会決議のうち89・92・93（この決議）の履行のために休戦監視機構へその参謀長が要請した通り追加的人員及び支援の提供を要請した。
決議は10票で採択されたが一方で、ソビエト連邦が棄権した。